# Parafia Wszystkich Świętych w Orchowie
Parafia Wszystkich Świętych w Orchowie jest jedną z 12 parafii leżącą w granicach dekanatu trzemeszeńskiego. Erygowana w 1369 roku.

## Dokumenty
Księgi metrykalne: 
- ochrzczonych od 1945 roku
- małżeństw od 1945 roku
- zmarłych od 1945 roku